# 12.ª Cumbre del G-15
La Duodécima Cumbre del G-15 se celebró en Caracas, Venezuela, del 27 al 28 de febrero de 2004. La agenda de la cumbre del Grupo de los 15 (G-15) abarcó una serie de cuestiones. El tema de la cumbre fue "Energía y Desarrollo". La reunión reunió a líderes, representantes y formuladores de políticas de naciones no alineadas.

## Cumbre
El Grupo de los 15 se estableció en la novena cumbre del Movimiento de Países No Alineados en Belgrado, Yugoslavia, en septiembre de 1989. El nombre del grupo no cambia, pero su composición se ha ampliado a 18 países. El G-15 está compuesto por países de África, Asia y América. Estas naciones no alineadas se unieron para crear un foro para fomentar la cooperación y desarrollar información que pueda presentarse a otros grupos internacionales, como la Organización Mundial del Comercio y el G8. Las naciones del G-15 tienen el objetivo común de mejorar el crecimiento y la prosperidad. El grupo tiene como objetivo fomentar la cooperación entre los países en desarrollo en las áreas de inversión, comercio y tecnología.

### Líderes en la cumbre
Las naciones africanas del G-15 son Argelia, Egipto, Kenia, Nigeria, Senegal y Zimbabue. Los de Asia son India, Indonesia, Irán, Malasia y Sri Lanka. Las naciones latinoamericanas del G-15 incluyen a Argentina, Brasil, Chile, Jamaica, México, Perú y Venezuela. Los líderes de las naciones del G-15 son contribuyentes principales en las reuniones cumbre, pero sólo algunos de los jefes de Estado estuvieron en el evento de Caracas:
| País      | Representante             | Cargo                             |
| --------- | ------------------------- | --------------------------------- |
| Argentina | Néstor Kirchner           | Presidente de la Nación Argentina |
| Brasil    | Luis Inácio Lula da Silva | Presidente de Brasil              |
| Colombia  | Álvaro Uribe Vélez        | Presidente de Colombia            |
| Indonesia | Hassan Wirajuda           | Ministro de Asuntos Exteriores    |
| Irán      | Mohammad Jatamí           | Presidente de Irán                |
| Jamaica   | Percival James Patterson  | Primer Ministro de Jamaica        |
| Venezuela | Hugo Chávez               | Presidente de Venezuela           |
| Zimbabue  | Robert Mugabe             | Presidente de Zimbabue            |

#### Participantes invitados
El Grupo de los 77 estuvo representado por Nassir Abdulaziz Al-Nasser de Catar. El secretario general de la Conferencia de las Naciones Unidas sobre Comercio y Desarrollo, Rubens Ricupero, asistió a la cumbre.

### Prioridades
Las naciones del Grupo de los 15 perciben una necesidad constante de ampliar el diálogo con las naciones del G8. El G-15 quiere ayudar a cerrar la brecha entre los países en desarrollo y las naciones más desarrolladas e industrializadas. Por ejemplo, el G-15 convirtió esta sede en una oportunidad para expresar preocupación por los retrasos y los limitados avances en el logro de los Objetivos de Desarrollo del Milenio.

### Problemas
Las naciones del Grupo de los 15 están unidas por percepciones compartidas sobre los problemas económicos globales; y el G-15 proporciona una estructura para desarrollar estrategias comunes para abordar estas cuestiones. Las naciones del G15 se han unido con la esperanza de escapar de la atmósfera más polémica de otros grupos y organizaciones multinacionales, como el Grupo de los 77 (G-77).

### Horario y agenda
La cumbre brinda la oportunidad de centrarse en la importancia de la cooperación para enfrentar los desafíos de la alimentación, la energía, el cambio climático, la salud y el comercio. Delegaciones de 19 países se reunieron para discutir la cooperación energética entre los Estados miembros y la reducción de la pobreza.
Luego de las reuniones bilaterales entre los presidentes venezolano e iraní, el presidente iraní anunció que Irán invertiría 700 millones de dólares en la industria estatal del aluminio de Venezuela y la consiguiente transferencia de tecnología venezolana de procesamiento de aluminio a Irán. El presidente venezolano, Hugo Chávez, anunció su intención de crear una cadena de televisión internacional que presentaría información y películas creadas en el Sur. Telesur se lanzó al año siguiente.

### Protestas
Se estima que 11.000 soldados y guardias nacionales fueron desplegados en operaciones de seguridad para la cumbre. La violencia estalló en las calles de Caracas. Los enfrentamientos entre manifestantes antigubernamentales causaron al menos 2 muertos y 14 heridos por disparos. Los manifestantes intentaron romper un perímetro de seguridad establecido por el ejército venezolano a un kilómetro de donde se reunían los líderes del Grupo de los 15. El presidente argentino Néstor Kirchner se reunió con Enrique Mendoza principal referente de la Coordinadora Democrática, hablaron sobre la crisis política que atravesaba Venezuela, el presidente argentino no asistió al cierre de la Cumbre.